# Куно фон Урах
Куно фон Урах (на немски: Kuno von Urach, Kuno von Praeneste, Kuno von Palestrina; * 11 век; † 9 август 1122, Палестрина) от род Урах, е германски кардинал-епископ на Палестрина в Лацио, папски легат във Франция и Германия.

## Биография
Той е син на граф Егино I фон Урах († ок. 1050). Брат е на граф Егино II фон Урах († 1105) и Гебхард II фон Урах († 1110), епископ на Шпайер (1105 – 1107). Чичо е на Гебхард фон Урах († 1141), княжески епископ на Страсбург (1131 – 1140).
През 1080 г. Куно е каплан на Уилям Завоевателя в Англия. Той е доверено лице на папите Паскалий II (1099 – 1118), Геласий II (1118 – 1119) и Каликст II (1119 – 1124), също влиятелен съветник на френския крал Луи VI (1108 – 1137).
През 1108 г. Куно става кардинал-епископ на Палестрина и от 1114 до 1121 г. папски легат във Франция и Германия. Той ръководи борбата против император Хайнрих V (1098 – 1125). Куно свиква множество църковни синоди/събори. През 1118 г. свиква и ръководи синода във Фритцлар, когато император Хайнрих V за втори път е отлъчен от църквата. Той подкрепя Григорианските реформи.